# Coroplastia
La coroplastia (del griego koré, muñeca, y plassein, formar), o escultura coroplástica es el arte de fabricar figurillas o relieves de barro, moldeándolos y cociéndolos. El artista que se dedica a este arte es llamado coroplasta.

## Historia

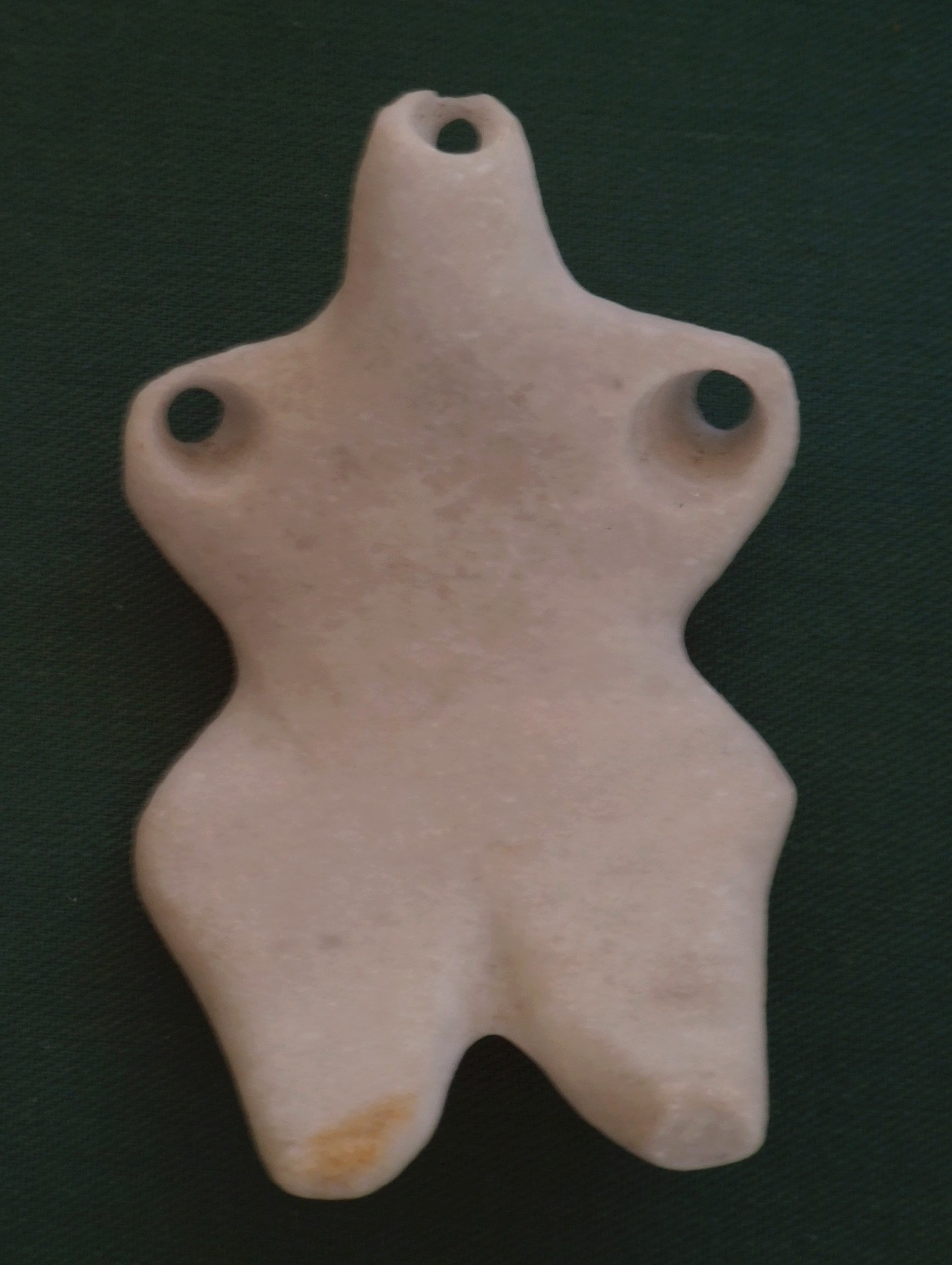
Figurilla de la Cultura de Hamangia.

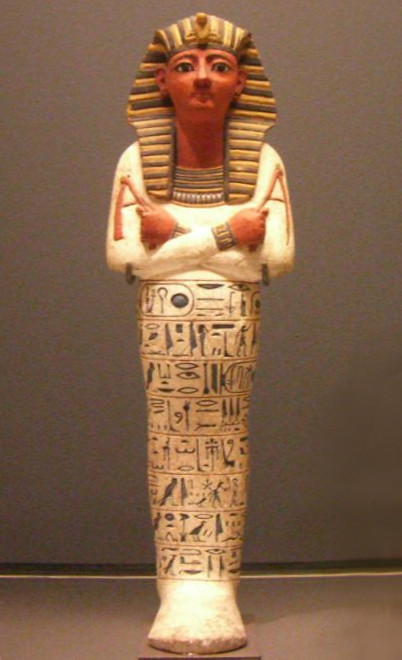
Ushebti que representa a Ramsés IV. Museo del Louvre.

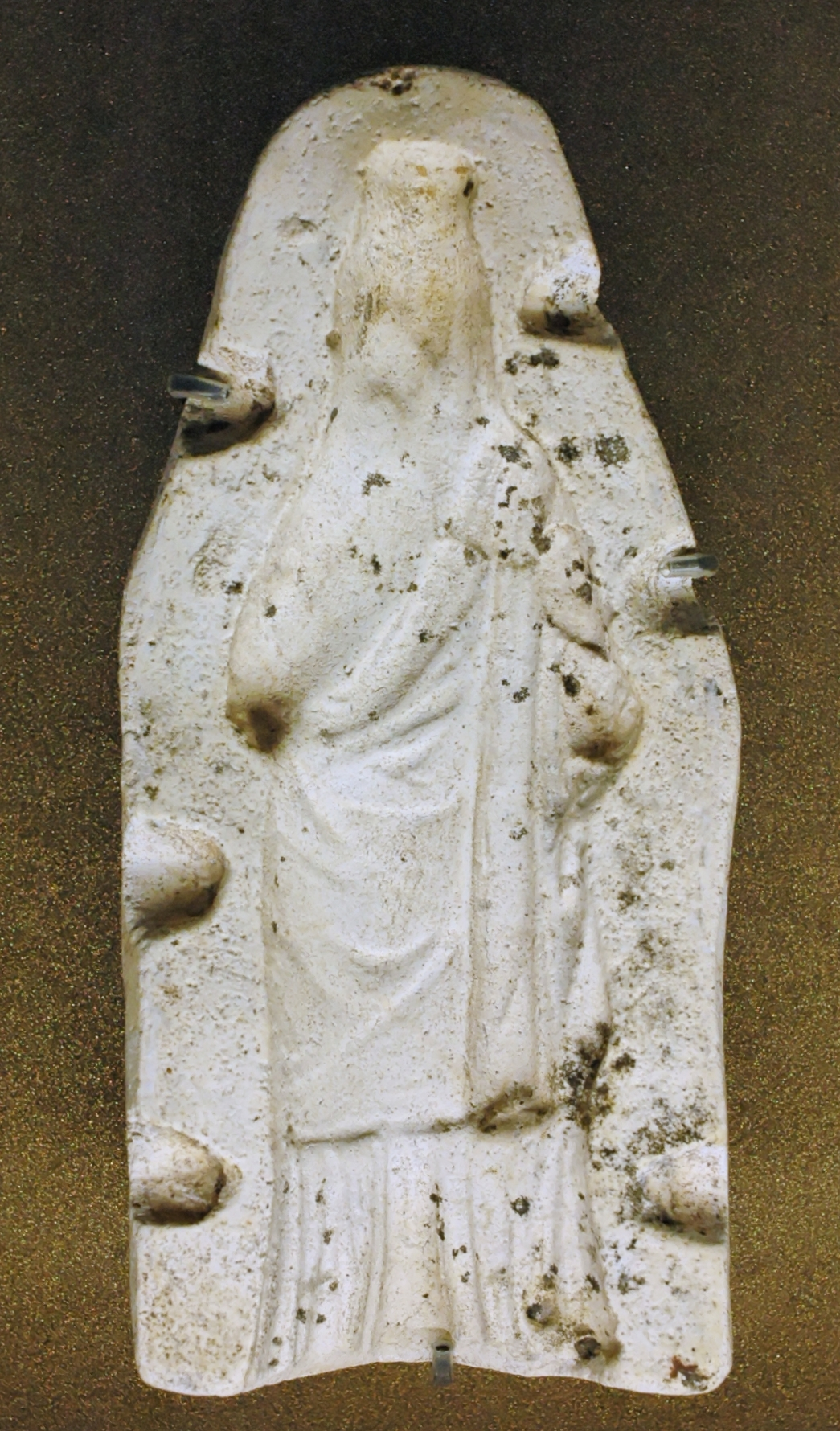
Molde de yeso del reverso de una figurilla de Deméter-Isis.

Las primeras representaciones de coroplastia se hallan en el Neolítico, siendo las figuras femeninas exageradamente naturalistas, viéndose en estas obras antropoformas constantes indicaciones de tatuajes. El culto funerario caracterizado por estas figurillas era general en toda Europa. Se han hallado ejemplares semejantes en Hissarlik, Egipto, en Cucuteni, Jassy y Filipópolis.
Las figurillas fúnebres y los idolillos egipcios reproducidos por medio de moldes, tienen una composición más complicada que los simples productos de cerámica, de la cual sólo se conservan rarísimos ejemplares en las colecciones de objetos egipcios. Los Ushebti «respondientes» o dobles, son de tierra barnizada, o mejor dicho, de una tierra blanca silícea recubierta generalmente de un barniz brillante azul o verde azulado, formado por silicatos alcalinos fusibles, o por silicatos de plomo y estaño. Este procedimiento fue practicado por los asirios los fenicios y los diversos pueblos que extendieron por todas las costas del Mediterráneo un sinnúmero de pequeños amuletos funerarios y religiosos, cuentas de collar o de adorno y botes o frascos de perfumes y ungüentos.
Perrot y Chipiez formularon una hipótesis, respecto a los monumentos púnicos de las Baleares, en las excavaciones efectuadas en Ibiza, de que las figurillas que se han hallado son idénticas a las que se conservan en el Museo Británico, procedentes de Tharros y de Sulcis, en la isla de Cerdeña. En otras figurillas descubiertas en la necrópolis de Ibiza, la influencia de los talleres ibéricos parece evidente, así, como en estos se manifiestan como en toda la cuenca mediterránea, caracteres helenísticos.
Los coroplastas de Chipre, isla situada en uno de los puntos de confluencia de las civilizaciones griegas y asiáticas, produjo obras en las que la influencia helénica predominaba, a pesar del yugo fenicio, asirio, egipcio y persa que impidió la libre exteriorización de las ideas que inspiraban el arte chipriota. Las reacciones orientales que soportó durante el siglo V a. C., impidieron todo comercio con Grecia. Pero el monopolio impuesto por los negociantes fenicios no pudieron impedir la penetración de la nueva civilización que lentamente iban adoptando los mismos conquistadores. la influencia griega cuya acción comenzó en pleno siglo VIII a. C., relegó el núcleo oficial fenicio a la pequeña región de Lárnaca y Amatunte, estableciéndose un dualismo que desapareció definitivamente después de la conquista macedonia. Los principales descubrimientos han evidenciado la existencia de figurillas antiguas y groseramente fabricadas en Dali y Athieno y otras de puro estilo griego en Lárnaca (excavaciones del general norteamericano Luigi Palma di Cesnola). Desde las primeras épocas de fabricación, el perfil de las obras griegas arcaicas aparece en las figuritas chipriotas, también en las que tiene otros caracteres asirios o egipcios. El estampaje comenzó con moldes de una sola piedra. Los abundantes escombros de Lárnaca (la antigua Citio), formados por figuritas votivas, que contienen rústicas obritas mezcladas con excelentes estatuillas griegas. Es probable que la diferencia del valor artístico pueda atribuirse al favor de que gozaba entre la población las imágenes de formas tradicionalmente sencillas. Las figuritas producidas por los talleres griegos de Lárnaca son parangonables a las de Mirina y Tanagra.
La isla de Rodas tuvo un centro de producción coroplástica en la ciudad de Camiros. En las excavaciones realizadas en 1860 por Auguste Salzmann se encontraron muchas figurillas de inspiración egipcia y fenicia, y otras de fabricación local, reproducidas por moldes delicadamente labrados. La característica de los coroplastas de Camiros consiste en que las figurillas estaban cerradas pro la base, en donde un agujero practicado con un palillo, aseguraba durante la cochura, la expansión del aire caliente cargado de vapor. El aspecto artístico es intermedio entre las figurillas rústicas de las primeras épocas y la perfección de los siglos VI y V a. C. Los productos de los talleres de Camiros se exportaron a Grecia, Italia continental y Sicilia. Servían para ritos funerarios.

## Evolución

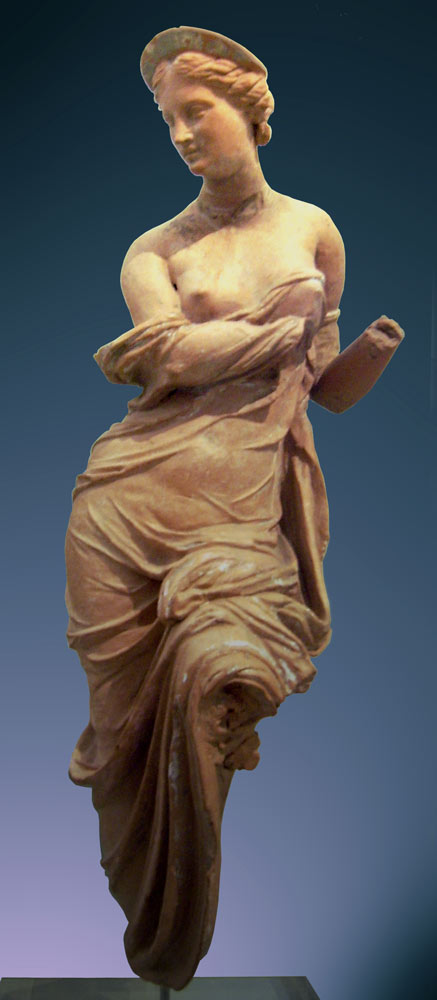
Figurilla de Afrodita (Aphrodite Heyl) hallada en la necrópolis de Mirina, Turquía.

La coroplastia antigua tiene importancia arqueológica, sobre todo tras el estudio de las estatuillas de Tanagra y de Mirina. 
La figura maciza de una sola cara y de poco espesor, se perfeccionó hasta imitar el bulto redondo, procurando evitar los accidentes de cochura por medio de un agujero longitudinal que facilitase la desecación de la arcilla sometida a las altas temperaturas del horno.
Las figurillas que reproducían verdaderas obras de arte requerían el empleo de moldes complicados, que se exportaban a lejanos talleres, sustituyendo las estatuitas de metal de difícil producción y de mucho coste. 
La cocción del molde debía asegurar las presiones y los roces a los que se le sometía, estampando contra su superficie una delgada capa de arcilla plástica, que luego se reforzaba y se dejaba secar, permitiendo su rápida contracción que se separase de la matriz.
la ligereza de estos vaciados, o mejor dicho de las figurillas estampadas, es la mejor característica para distinguirlas de las imitaciones modernas.
Los primeros moldes, eran de una sola pieza y para que el estampado pudiera desprenderse fácilmente, le relieve era poco exagerado, facilitando el despojo. 
El molde de dos piezas permitió la fabricación de estauitas corpóreas uniendo las dos piezas con barbotina. En estas figurillas, los brazos están íntimamente unidos al cuerpo y la anchura de la base asegura su estabilidad.
A mediados del siglo VI a. C., la preocupación de traducir plásticamente las actitudes peculiares al movimiento, aumentó el número de moldes complicándolos y logrando reproducir las figurillas más espontáneamente modeladas. Con los mismos elementos, los coroplastas combinaban un número de figurillas parecidas en sus pormenores, pero siempre distintas en su conjunto: la inclinación de la cabeza, la disposición de las piernas y brazos, los tocados, accesorios, mantos, coronas, pedestales, coturnos, abanicos, clámides y túnicas, permitían todavía aumentar la diversificación de las imágenes y la reunión de dos o más figuras formando grupos, añadía mayor novedad aparente a la producción, haciendo comprensible el favor del público, demostrada por la grandísima cantidad de monumentos coroplástiocs descubiertos en las excavaciones.
Una vez terminado el estampaje de la figurilla se fijaba sobre una tablilla delgada (Tanagra), o sobre un pedestal macizo (Lócrida) o redondo o paralelográmico (Mirina) y después de la cocción, las figurillas votivas estaban dispuestas para la venta. Las destinadas al culto de los muertos eran retocadas con cuidado antes de someterlas a la acción del fuego, se policromaban realzando ciertos pormenores dorándolos.
Además del comercio de moldes originales, se reproducían las obras de los mejores coroplastas, moldeando las figurillas preferidas, dando por resultado un producto más tosco y menos minucioso, sin los detalles que abundan en los productos de Mirina y Tanagra y en los mejores de Lárnaca.
La necrópolis de Mirina fue descubierta accidentalmente en 1870 por unos labradores de la granja Kalabasary, el patrimonio de Ali-Aqa, cerca de Esmirna, propiedad de Aristides bey Baltazzi, de Estambul. Después de la aparición de las primeras figurillas en el mercado de París, se logró el permiso del gobierno turco para hacer excavaciones sistemáticas en el solar de Mirina. Se encargó la dirección de los trabajos a Edmond Pottier y Salomón Reinach, dando lugar a cuatro fructuosas campañas. Las figurillas descubiertas se llevaron al Museo de Ildia-Kiosk de Estambul. Baltazzi Bey las donó al Museo Arqueológico Nacional de Atenas y al del Louvre que posee un millar de figurillas, cediendo en total la tercera parte que le correspondió al museo francés.

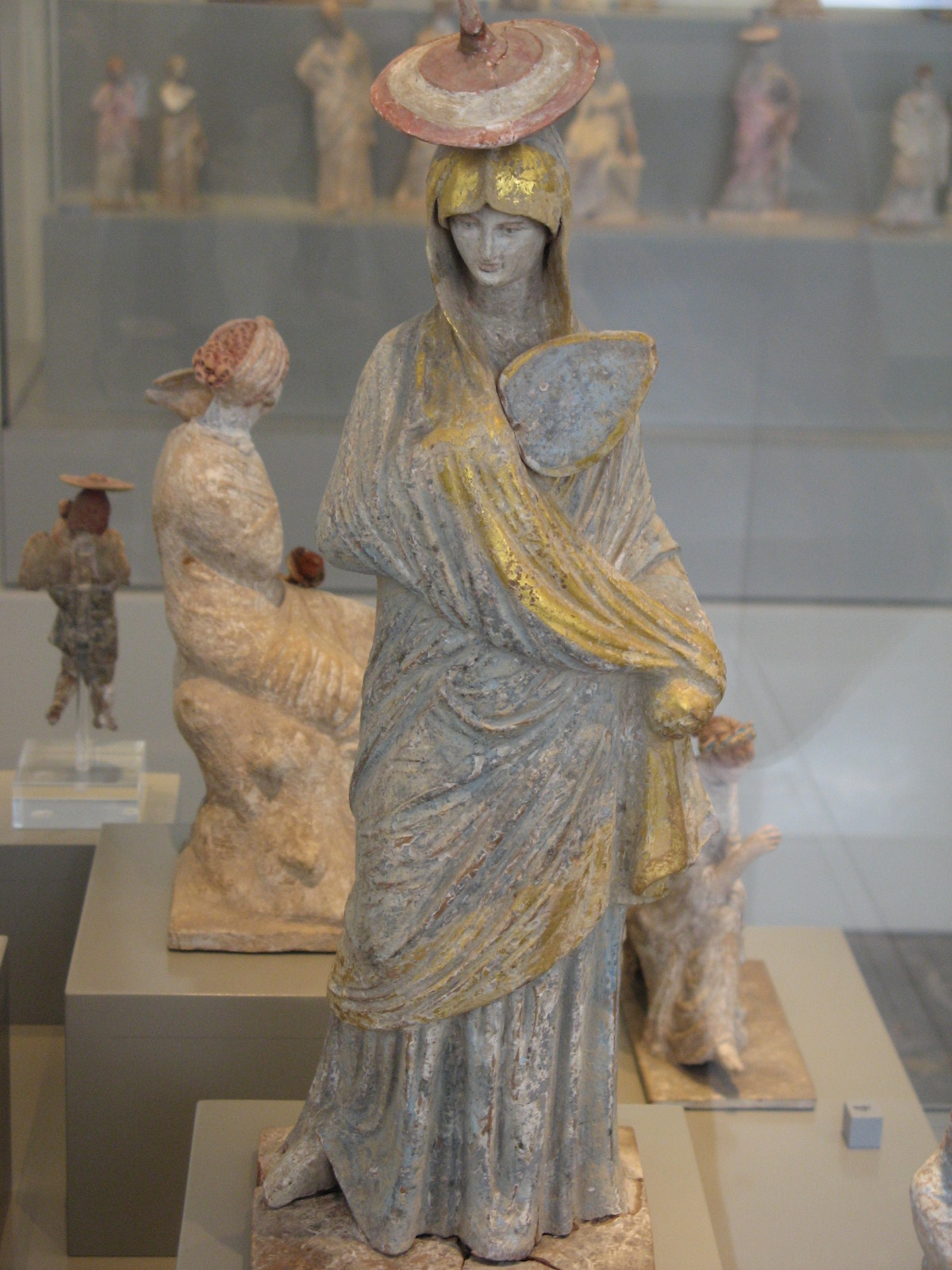
Tanagrina, mujer con manto azul, con abanico y sombrero de sol (325-300 a. C.)

Desgaciadamente las estatuillas halladas en Mirina aparecieron rotas a consecuencia de una costumbre impuesta por el ritual funerario.

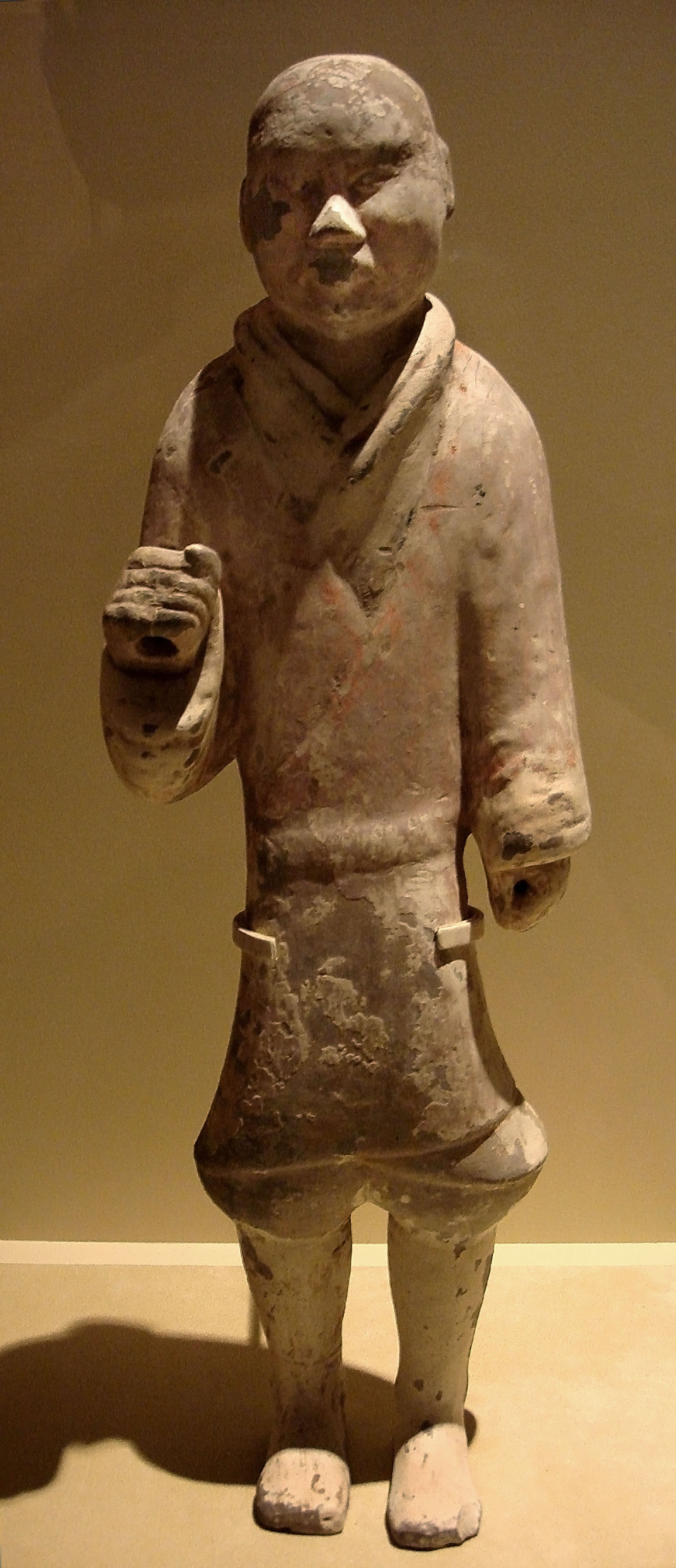
Tanagra Han figurilla de soldado de infantería (206 a. C.-8 d. C.)

Las figurillas de Mirina reproducen los monumentos de la escultura griega, mientras las de Tanagra se inspiraban en la vida cotidiana. En estas es rara la interpretación del desnudo, que abunda en las otras. Las figurillas de Tanagra, «tanagrinas», elegantes y de un arte elevado no poseen la gracia, el vigor y la apariencia de vida de las obras de Mirina, posteriores a la época de Alejandro Magno. Los mejores ejemplares alcanzaron elevados precios y fueron objeto de falsificaciones difíciles de discernir y de reproducciones artísticas ejecutadas sin intención de fraude. 
Las obras ejecutadas en China a partir de 1900 para la construcción de vías férreas, ocasionaron importantes hallazgos arqueológicos. Entre ellos, es el más importante el de las figurillas llamadas entre los coleccionistas ingleses Han Tanagras, por pertenecer la mayoría de estos objetos artísticos a la época en que reinó la Dinastía Han (206 a. C.-221), y por el gran parentesco artístico que las une con las obras maestras de los coroplastas griegos. Se usaban como sustitutos de las víctimas sacrificadas en épocas anteriores, confirmaban a la vez la extensión del culto funerario y los sacrificios de las mujeres y esclavas. Las Tanagras, o mejor dicho, la coroplastia china, empleaba los mismos procedimientos en uso en los centros de las civilizaciones occidentales. Las figuritas eran variadísimas en representaciones, movimientos y adornos, y como sus congéneres griegas atesoran, además de un gran valor artístico y arqueológico, gran interés etnográfico. Algunas figurillas estaban recubiertas por un barniz vítreo, mientras otras aparecen policromadas. Se conocen algunos ejemplares en que se aprecia la influencia del arte helénico.